# アボンリーへの道
『アボンリーへの道』（アボンリーへのみち、英: Road to Avonlea）は、カナダのテレビドラマ作品。サリバン・フィルムズ（現サリバン・エンターテインメント）が製作し、1990年から1996年にかけてカナダ放送協会で放送された。全世界140か国以上で放送され、カナダで製作されたテレビドラマとしては最大のヒット作となっている。
全91話（カナダでの本放送時は1年に1クール・13話ずつ放送）の他、特別版1話。

## 概要
L・M・モンゴメリの作品「ストーリー・ガール」とその続編「黄金の道」（日本語版・篠崎書林刊）をベースに、彼女の代表作「赤毛のアン」シリーズを含む複数の作品から人物やエピソードを交えて構成されている。
20世紀初頭のプリンスエドワード島で繰り広げられるユーモラスでいて時に感動せずにはいられない物語を、美しい四季の風景をバックに描写。その光景は主演のサラ・ポーリーを始めとする実力派俳優たちの演技と共に多くの視聴者を惹き付け、高く評価されている。

## ストーリー
モントリオールに住む社長令嬢、セーラ・スタンリーは何不自由無く育って来た。ところが、父・ブレアが横領容疑で逮捕されてしまいプリンスエドワード島の田舎町・アボンリーにある亡き母の実家・キング家へ預けられることになる。
キング家でセーラを迎えたのは、町にただ一つの学校で教師をしている頑固者の伯母・ヘティだった。セーラはヘティの頑固さに、ヘティはセーラの世間知らずな所に反発し合うが次第に打ち解けて、実の親子以上に固い信頼で結ばれるようになって行く。

## 登場人物
声優は日本語版。

### キング家
セーラ・スタンリー（サラ・ポーリー）声：石井梓（1～26話）・丹下桜（27～91話）
ブレアとルースの一人娘。父親が事件に巻きこまれ伯母が住むキング家へやってきた。主人公であるが途中降板する。最終回に帰ってくる。
ヘティ・キング（ジャッキー・バロウズ）声：鳳八千代
セーラの伯母でキング家長女。年長の家長として口うるさいが家族を心より愛する女性である。アボンリー小学校の教師で作家でありホテルの共同経営者。
オリビア・キング（マグ・ラフマン）声：深見梨加
キング家三女。アボンリー新聞の記者でのちにジャスパー・デールと結婚をし缶詰工場を経営する。
アレック・キング（セドリック・スミス）声：江角英明
キング家長男。キング農場を引き継ぐ、やさしい父親でよき人格者。
ジャネット・キング（ラリー・ケイドー）声：香椎くに子
アレックスの妻。料理、裁縫上手な主婦。ことあるごとに振り回される家族を愛する良き女性である。妹はアビゲール。
フェリシティ・キング（ジーマ・ザンプローニャ）声：本名陽子（1～26話）・岡村明美（27～91話）
アレックとジャネットの長女。子供の頃は傲慢だったがセーラとは良き喧嘩相手であり友達である。成長し素晴らしい淑女となって最終回にガス・パイクと結婚をする。
フェリックス・キング（ザカリー・ベネット）声：浦野裕介（1～26話）・矢島晶子（27～65話）・保志総一朗（66～91話）
アレックとジャネットの長男。いたずら大好きのトラブルメーカー。しかし成長して責任感のある青年に。最終回で英国海軍に入隊する。
セシリー・キング（ハーモニー・クランプ / モリー・アトキンソン）声：原麻衣（1～25話）・増田ゆき（27～91話）
アレックとジャネットの次女。心優しい子で喧嘩を好まない。もともと出番は少ないが、病気でサナトリウムに入ったのを境に俳優交代。
アンドルー・キング（ジョエル・ブレイク）声：雨笠利幸
キング家次男ロジャーの息子。留守がちな父にアボンリーのキング家に預けられセーラたちと暮らす。
ロジャー・キング
キング家次男。アンドルーの父。世界的な地質学者。
ルース・スタンリー（サラ・ポーリー）
キング家次女。セーラの母。ヘティの猛反対を押しのけブレア・スタンリーと結婚をし世界を駆け巡る。病気によりモントリオールで死去。

### その他の人々
ルイザ・J・バンクス（フランシス・ハイランド）声：七尾伶子
セーラの母親代わり。セーラからは「Nanny(乳母)」と呼ばれている。セーラをヘティの家から連れ出そうとするが、誘拐罪に問われそうになってやむなくセーラの元を離れる。
ジャスパー・デイル（R.H.トムソン）声：堀勝之祐
オリビアの夫。オリビアと付き合う前はうだつの上がらない発明家だったが缶詰工場を経営する。
ガス・パイク（マイケル・マホネン）声：中尾隆聖
孤児で、働きながらヘティに宿題などを出してもらい勉強を見てもらうなど正義感と向上心の強い少年。色々あり最終回でフェリシティと結婚をする。
レイチェル・リンド（パトリシア・ハミルトン）声：北村昌子（3～22話）・藤波京子（32～91話）
アボンリーに住む未亡人。気の強い性格で町のうるさ方。マリラと同居をしている。ヘティとは30年以上犬猿の仲だったが和解する。
マリラ・カスバート（コリーン・デューハースト）声：今井和子
グリーンゲイブルズの主。町のご意見番的存在。兄マシューが死去後、レイチェルと同居する。以前、孤児院から引き取った女の子を育てた経験から親戚のデイビーとドーラを引き取る。
デイビー・キース（カイル・ラビン）声：青木百合花（17話）・大谷育江（39～87話）
マリラに引き取られた遠縁の双子の兄。フェリックスに並ぶほどのトラブルメーカー。
ドーラ・キース（リンゼイ・ミューレル）声：菊地優見（17話）・こおろぎさとみ（39～87話）
おとなしく素直な子。
マルコム・マキューアン（カール・プルナート）声：西沢利明
アビゲイルの夫。豪放磊落な性格であるが機知に富む。
アビゲイル・ウォード（ローズマリー・ダンスモア）声：左時枝
ジャネットの妹。綺麗好きで完璧主義者。ウォード家はアボンリー最初の定住者家族のひとつである。
ミュリエル・ステイシー（マリリン・ライトストーン）声：野口ふみえ
クイーン学院でヘティと同窓生。教育委員長を経てアボンリーで雑貨店を開く。アン・ブライスやギルバート・ブライスの恩師。
クライブ・ペティボーン（デヴィッド・フォックス）声：坂口芳貞
退役した大佐でヘティが休職した際に来た後任の教師。
イジー・ペティボーン（ヒーサー・ブラウン）声：西村ちなみ
クライブの娘。フェリックスが好き。
サイモン・トレメイン（イアン・Ｄ・クラーク）声：永井一郎
ホワイトサンドホテルの経営者。

## 日本での放送・配信

### NHK
1993年12月2日から1994年2月10日まで第1～26話が毎週月曜から木曜にかけて放送された。放送時間は夕方17時5分から50分までの45分間（第1話のみ18時までの55分間。途中、大相撲などで休止の場合有り）。
その後、1996年4月2日から第1～26話の再放送に続けて第27話以降を放送（その際に、声優は子役を中心に一部のキャスティングが変更されている）。放送時間は夕方17時15分から18時までの45分間（第1話のみ17時5分開始）、最終話は1997年2月4日放送。
2001年～2002年には第26話までのVHSビデオが発売されたが、再放送・DVD化を求める声が後を絶たず2004年2月から6月にかけてにNHK教育で深夜に集中再放送が行われた。但し、この再放送では第44話「あこがれの人」と第52話「イライザおばさんの訪問」が欠番となっている。

### その他の局での再放送
2011年4月からLaLa TVで放送された。また2019年4月からAXNで放送されている。

### 配信
2021年3月現在、Amazonプライム・ビデオにて配信されている。

## エピソードタイトル

### シーズン１
| 話数 | 原題（英語）                          | 日本語版の題名           |
| ---- | ------------------------------------- | ------------------------ |
| 1    | The Journey Begins                    | プリンス・エドワード島へ |
| 2    | The Story Girl Earns Her Name         | ストーリーガール誕生     |
| 3    | The Quarantine at Alexander Abraham's | すてきな看護婦さん       |
| 4    | The Materializing of Duncan McTavish  | うわさの恋人             |
| 5    | Song of the Night / Old Lady Lloyd    | 心にひびく歌声           |
| 6    | The Proof of the Pudding              | 留守番は大混乱           |
| 7    | Aunt Abigail's Beau                   | アビゲールの求婚者       |
| 8    | Malcolm and the Baby                  | アビゲールの赤ちゃん     |
| 9    | Conversions                           | 魔女の妙薬               |
| 10   | Felicity's Challenge                  | 収穫祭の女王             |
| 11   | The Hope Chest of Arabella King       | 秘められた悲劇           |
| 12   | The Witch of Avonlea                  | アボンリーの魔女         |
| 13   | Nothing Endures But Change            | 冬の別れ                 |

### シーズン２
| 話数 | 原題（英語）                            | 日本語版の題名       |
| ---- | --------------------------------------- | -------------------- |
| 1    | Sara's Homecoming                       | パパの死             |
| 2    | How Kissing Was Discovered              | フェリシティの初恋   |
| 3    | Aunt Hetty's Ordeal                     | のろわれたバイオリン |
| 4    | Of Corsets, Secrets and True, True Love | いたずら天使         |
| 5    | Old Quarrels, Old Love                  | はるか昔の恋         |
| 6    | May the Best Man Win                    | 二人の求婚者         |
| 7    | Family Rivalry                          | アレックに乾杯       |
| 8    | The Sea Ghost                           | 灯台の悪人           |
| 9    | All That Glitters                       | 海賊の金貨           |
| 10   | Dreamer of Dreams                       | 動かぬ証拠           |
| 11   | It's Just A Stage                       | 大女優がやってきた   |
| 12   | A Mother's Love                         | ある母の愛           |
| 13   | Misfits and Miracles                    | 氷上の熱戦           |

### シーズン３
| 話数 | 原題（英語）                              | 日本語版の題名             |
| ---- | ----------------------------------------- | -------------------------- |
| 1    | Sister of the Bride / The Ties That Blind | オリビアの結婚             |
| 2    | When She Was Bad, She Was Horrid, Part I  | 困ったそっくりさん（前編） |
| 3    | When She Was Bad, She Was Horrid, Part II | 困ったそっくりさん（後編） |
| 4    | Felix and Blackie                         | ぼくの馬ブラッキー         |
| 5    | Aunt Janet's Rebellion                    | ジャネットの反乱           |
| 6    | Facts and Fictions                        | 新任の先生                 |
| 7    | A Dark and Stormy Night                   | まるでミステリー           |
| 8    | Friends and Relations                     | 吹雪のち晴れ               |
| 9    | True Confessions                          | かくしごと                 |
| 10   | After the Honeymoon                       | 吸血鬼の恐怖               |
| 11   | The Calamitous Courting of Hetty King     | ヘティの求婚者             |
| 12   | High Society                              | 上流社会                   |
| 13   | Old Friends, Old Wounds                   | 友よやすらかに             |

### シーズン４
| 話数 | 原題（英語）                         | 日本語版の題名         |
| ---- | ------------------------------------ | ---------------------- |
| 1    | Tug of War                           | オリビアの赤ちゃん     |
| 2    | The Lady and the Blade               | 手荒な歓迎             |
| 3    | Incident at Vernon River             | 愛犬ディガーの危機     |
| 4    | Evelyn                               | 亡き親友の妻           |
| 5    | Sara and the Marshal / Moving On     | あこがれの人           |
| 6    | Boys Will Be Boys                    | 町の消防団             |
| 7    | Felicity's Grand Design / The Dinner | それぞれのデート       |
| 8    | Heirs and Graces                     | フェリックスのお手柄   |
| 9    | Hearts and Flowers                   | 聖バレンタインの日に   |
| 10   | Felicity's Perfect Beau              | フェリシティの選択     |
| 11   | The Disappearance                    | 行方不明のジョナサン   |
| 12   | Jasper's Home Movie                  | ホーム・ムービー       |
| 13   | Hearth and Home                      | イライザおばさんの訪問 |

### シーズン５
| 話数 | 原題（英語）                  | 日本語版の題名   |
| ---- | ----------------------------- | ---------------- |
| 1    | Fathers and Sons              | フェリックスの夢 |
| 2    | Modern Times                  | モダン・タイムズ |
| 3    | Memento Mori                  | おめでとう誕生日 |
| 4    | A Friend in Need              | ぼく読めないの   |
| 5    | Strictly Melodrama            | 演劇コンクール   |
| 6    | The Great Race                | レースの栄冠     |
| 7    | Stranger in the Night         | 過去の重荷       |
| 8    | Someone To Believe In         | 10ドル盗難事件   |
| 9    | Thursday's Child              | サナトリウム     |
| 10   | Best Laid Plans               | もうかる話       |
| 11   | Otherwise Engaged             | ガスの求婚       |
| 12   | Enter Prince Charming, Part.1 | 恋に夢中         |
| 13   | The Minister's Wife, Part.2   | 牧師の妻         |

### シーズン６
| 話数 | 原題（英語）                | 日本語版の題名     |
| ---- | --------------------------- | ------------------ |
| 1    | The Return of Gus Pike      | 生きていた母       |
| 2    | Comings and Goings          | パリ留学の夢       |
| 3    | Lonely Hearts               | 町はお祭りムード   |
| 4    | Christmas in June           | 同病の友           |
| 5    | The Trouble With Davey      | デイビーは反抗期?  |
| 6    | Great Expectations          | 期待はずれ         |
| 7    | Fools and Kings             | ないしょの内職     |
| 8    | A Fox Tale                  | キツネの人工飼育   |
| 9    | The More Things Change      | お父さんの結婚     |
| 10   | Home Is Where the Heart Is  | 生涯の友           |
| 11   | What A Tangled Web We Weave | とても高貴な結婚式 |
| 12   | A Time to Every Purpose     | 心の迷い           |
| 13   | The Homecoming              | 病める娘           |

### シーズン７
| 話数 | 原題（英語）                                   | 日本語版の題名       |
| ---- | ---------------------------------------------- | -------------------- |
| 1    | Out of the Ashes                               | 悲しみをこらえて     |
| 2    | Love May Be Blind ... But the Neighbours Ain't | うわさ話にご用心     |
| 3    | Davey and the Mermaid                          | 移動博覧会           |
| 4    | Woman of Importance                            | ペティボーン家の危機 |
| 5    | Secrets and Sacrifices                         | 愛の再発見           |
| 6    | King of the Great White Way                    | ブロードウェイの王様 |
| 7    | From Away                                      | デイビーの決断       |
| 8    | Total Eclipse                                  | キング農場は大騒動   |
| 9    | Ah...Sweet Mystery of Life                     | 学力くらべの結末     |
| 10   | After the Ball is Over                         | 90歳の誕生日         |
| 11   | Return to Me                                   | ガスの消息           |
| 12   | The Last Hurrah                                | 救世主ジャスパー     |
| 13   | So Dear to My Heart                            | 幸せな結婚式         |

### 特別版
- An Avonlea Christmas — カナダで1998年に放送されたスペシャル版。日本では2012年2月24日にNHKエンタープライズよりDVDが発売された。2019年12月にはGyaoで配信された。

## 逸話
- シーズン１の第５話に、背景に自動車が映っているシーンがある。

## スタッフ
- 原作：ルーシー・モード・モンゴメリー
- プロデューサー：ケビン・サリバン他
- 監督：ドン・マクブリアティ、ブルース・ピットマン、ポール・シャピロ他
- 脚本：ヘザー・コンキー、マーリーン・マシューズ、フィオナ・マクヒュー他
- 音楽：ハーグッド・ハーディ、ジョン・ウェルズマン、ドン・ギリス他
- 製作：サリバン・フィルムズ

### 日本語版スタッフ
- 脚本：森みさ（1〜26話）・杉田朋子（27～91話）・荒木小織（27〜91話）
- 演出：河村常平
- 演出補：加藤敏（27〜91話）
- 調整：田中和成（26〜91話）
- 制作進行：齋藤英雄（1〜26話）
- 製作：東北新社・NHKエンタープライズ

## ソフト・関連書籍
- NHKエンタープライズよりSEASON1〜7までDVDBOXが発売されている（音声：日本語・英語、日本語字幕あり）。
- NHKビデオより第1～26話のVHSビデオが発売されている（日本語音声のみ・ステレオ）。
- ノベライズは金の星社から全20巻が発売されている。フォア文庫版（3冊）は、ハードカバー版には無い解説が付いている。
- ガイドブックは求龍堂より刊行。
テレビ版 アボンリーへの道 1999年6月20日初版発行 ISBN 4763099019